# Baśń o sześciu łabędziach
Baśń o sześciu łabędziach (niem. Die Sechs Schwäne) – niemiecki film familijny z 2012 roku, należący do cyklu filmów telewizyjnych Märchenperlen (Bajkowe Perły). Film jest adaptacją baśni braci Grimm pt. Sześć łabędzi.

## Fabuła
Młoda dziewczyna Constanze postanawia odnaleźć i odczarować swoich braci, którzy zostali zmienieni w łabędzie przez swojego ojca i odlecieli do pobliskich lasów. Tylko ona jest w stanie zdjąć klątwę, jednak musi też spełnić dwa warunki. Pierwszy odnosił się do zakazu odzywania się, a drugi do uszycia sześciu koszul z pokrzyw. Aby wszystko naprawić, dziewczyna przenosi się do lasu, a wkrótce poznaje i zakochuje się w księciu Markusie. Mimo silnego uczucia, wciąż na pierwszym miejscu stawia odnalezienie i odczarowanie swoich braci.

## Obsada
- Sinja Dieks – Constanze
- André Kaczmarczyk – Książę Markus
- Julia Jäger – Królowa Sieglinde
- Henning Peker – Hofmeister Otto
- Manfred-Anton Algrang – Heinrich
- Katja Lechthaler – Hermine
- Klara Deutschmann – Gwendolyn
- Patrick Baehr – Hans